# Liste der Bodendenkmale in Helmstorf
In der Liste der Bodendenkmale in Helmstorf sind die Bodendenkmale der Gemeinde Helmstorf nach dem Stand der Bodendenkmalliste des Archäologischen Landesamts Schleswig-Holstein von 2016 aufgelistet. Die Baudenkmale sind in der Liste der Kulturdenkmale in Helmstorf aufgeführt.
| Denkmal-ID           | Befundart           | Bezeichnung                               | Zeitstellung                 | Lage | Bemerkungen | Bild |
| -------------------- | ------------------- | ----------------------------------------- | ---------------------------- | ---- | ----------- | ---- |
| aKD-ALSH-Nr. 002 691 | Grabmal > Grabhügel | Grabhügel                                 | Vor- und/oder Frühgeschichte |      |             |      |
| aKD-ALSH-Nr. 002 692 | Grabmal > Grabhügel | Grabhügel                                 | Vor- und/oder Frühgeschichte |      |             |      |
| aKD-ALSH-Nr. 002 693 | Grabmal > Grabhügel | Grabhügel                                 | Vor- und/oder Frühgeschichte |      |             |      |
| aKD-ALSH-Nr. 002 694 | Grabmal > Grabhügel | Grabhügel                                 | Vor- und/oder Frühgeschichte |      |             |      |
| aKD-ALSH-Nr. 002 695 | Grabmal > Grabhügel | Grabhügel                                 | Vor- und/oder Frühgeschichte |      |             |      |
| aKD-ALSH-Nr. 002 696 | Grabmal > Grabhügel | Grabhügel                                 | Vor- und/oder Frühgeschichte |      |             |      |
| aKD-ALSH-Nr. 002 697 | Grabmal > Grabhügel | Grabhügel                                 | Vor- und/oder Frühgeschichte |      |             |      |
| aKD-ALSH-Nr. 002 698 | Grabmal > Grabhügel | Grabhügel                                 | Vor- und/oder Frühgeschichte |      |             |      |
| aKD-ALSH-Nr. 002 699 | Grabmal > Grabhügel | Grabhügel                                 | Vor- und/oder Frühgeschichte |      |             |      |
| aKD-ALSH-Nr. 002 700 | Grabmal > Grabhügel | Grabhügel                                 | Vor- und/oder Frühgeschichte |      |             |      |
| aKD-ALSH-Nr. 002 701 | Grabmal > Grabhügel | Grabhügel                                 | Vor- und/oder Frühgeschichte |      |             |      |
| aKD-ALSH-Nr. 002 702 | Grabmal > Grabhügel | Grabhügel                                 | Vor- und/oder Frühgeschichte |      |             |      |
| aKD-ALSH-Nr. 002 703 | Grabmal > Grabhügel | Grabhügel                                 | Vor- und/oder Frühgeschichte |      |             |      |
| aKD-ALSH-Nr. 002 704 | Grabmal > Grabhügel | Grabhügel                                 | Vor- und/oder Frühgeschichte |      |             |      |
| aKD-ALSH-Nr. 002 705 | Grabmal > Grabhügel | Grabhügel                                 | Vor- und/oder Frühgeschichte |      |             |      |
| aKD-ALSH-Nr. 002 706 | Grabmal > Grabhügel | Grabhügel                                 | Vor- und/oder Frühgeschichte |      |             |      |
| aKD-ALSH-Nr. 002 707 | Grabmal > Grabhügel | Grabhügel                                 | Vor- und/oder Frühgeschichte |      |             |      |
| aKD-ALSH-Nr. 002 708 | Grabmal > Grabhügel | Grabhügel                                 | Vor- und/oder Frühgeschichte |      |             |      |
| aKD-ALSH-Nr. 002 709 | Grabmal > Grabhügel | Grabhügel                                 | Vor- und/oder Frühgeschichte |      |             |      |
| aKD-ALSH-Nr. 002 710 | Grabmal > Grabhügel | Grabhügel                                 | Vor- und/oder Frühgeschichte |      |             |      |
| aKD-ALSH-Nr. 002 711 | Grabmal > Grabhügel | Grabhügel                                 | Vor- und/oder Frühgeschichte |      |             |      |
| aKD-ALSH-Nr. 002 712 | Grabmal > Langbett  | Langbett/Steinreihe                       | Neolithikum                  |      |             |      |
| aKD-ALSH-Nr. 002 713 | Grabmal > Grabhügel | Grabhügel                                 | Vor- und/oder Frühgeschichte |      |             |      |
| aKD-ALSH-Nr. 002 714 | Grabmal > Grabhügel | Grabhügel                                 | Vor- und/oder Frühgeschichte |      |             |      |
| aKD-ALSH-Nr. 002 715 | Grabmal > Grabhügel | Grabhügel                                 | Vor- und/oder Frühgeschichte |      |             |      |
| aKD-ALSH-Nr. 002 716 | Befestigung > Burg  | Burg/Motte/Ringwall/Turmhügel „Fuchsberg“ | Mittelalter                  |      |             |      |
| aKD-ALSH-Nr. 002 717 | besonderer Stein    | Inschriftenstein/Grenzstein/Schalenstein  |                              |      |             |      |